# 2017년 튀르키예 개헌 국민투표
2017년 4월 16일 튀르키예의 집권당인 정의개발당과 극우민족주의 정당인 민족주의자 운동당이 발의한 튀르키예 헌법의 18개 개정안에 대한 찬반 국민투표가 튀르키예 전 지역에서 이루어졌다. 그 결과 약 51%의 찬성으로 개헌안이 통과되었고, 튀르키예는 18년전인 1989년부터 확립한 의원 내각제 체제가 막을 내리고 레제프 타이이프 에르도안 대통령의 장기집권이 가능한 대통령제로 전환되었다.

## 같이 보기
- 2017년 네덜란드-튀르키예 외교 갈등
- 2018년 튀르키예 총선
- 2018년 튀르키예 대통령 선거